# チヌリクラン

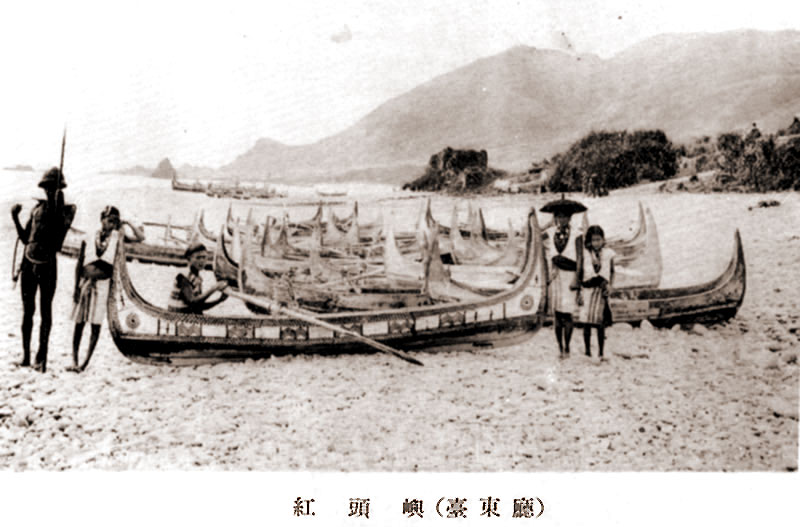
日本統治時代の絵葉書に見えるチヌリクラン

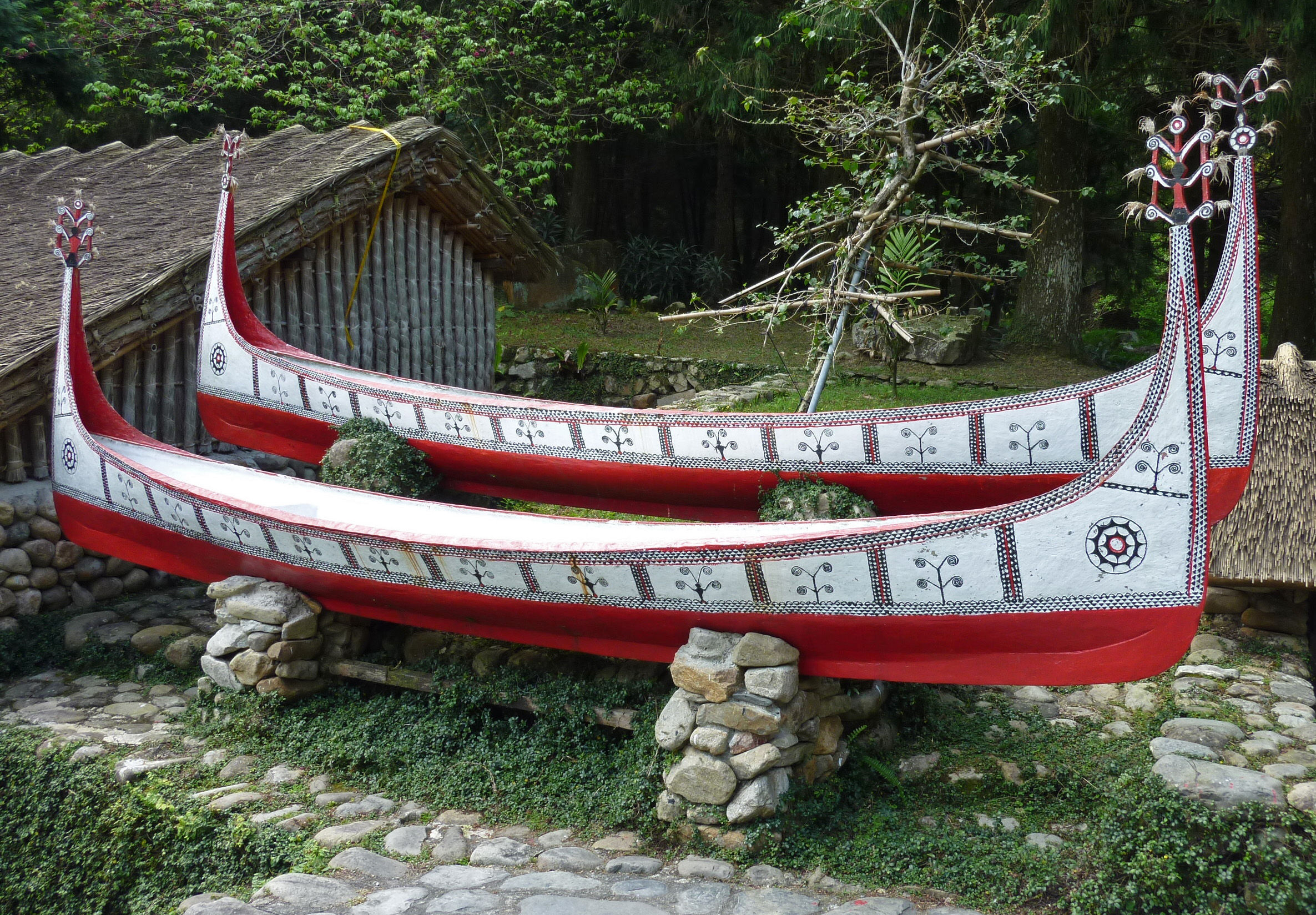
南投県の九族文化村に展示のチヌリクラン

チヌリクラン（タオ語 Cinedkeran）は、台湾台東県蘭嶼郷の蘭嶼に住むタオ族（別名ヤミ族）のカヌーに似た木造漁船。中国語では「拼板舟」（ピンバンジョウ、拼音：pīnbǎnzhōu）と称する。

## 概要

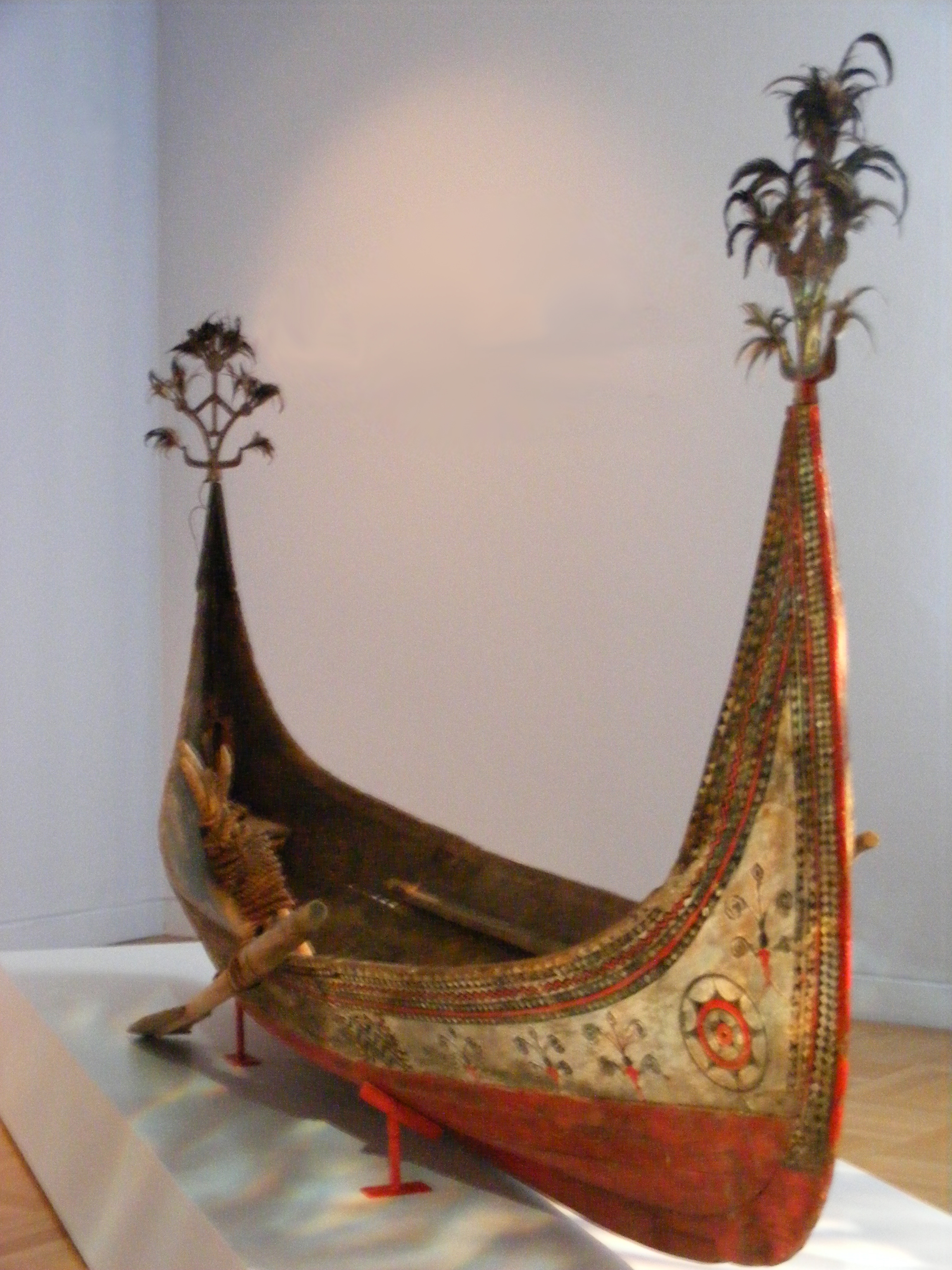
ミュンヘン州立民族学博物館に展示のタタラ

タオ族は、漁労とタロイモなどの作物を食料として自給的な生活を営んできており、男子が海に出てトビウオ、シイラなどの漁を行うために木造船を用いる。儀礼時に用いる大きいものでは全長7m程度で、10人が乗ることができる。日常の漁労に用いる、3m程度で2～3人乗りの小さいものは、タタラ（Tatara）と呼び分けられる。丸木船と誤認されることもあるが、21枚程度のリュウガンやパンノキの材木を組み合わせて作る、竜骨を持つ寄せ板造りの船で、クワなどの木釘を用いて固定する。
船外に彫刻し、赤、白、黒の3色で装飾を施したものはイパニティカといい、装飾のないものはイピロアウンと称する。伝統的な着色には、赤はベンガラ（赤色酸化鉄）を含む赤土、白は貝殻を砕いた炭酸カルシウム、黒は煤（すす）の炭素を用いた。模様の意匠は6つある集落毎に異なり、また、所有者が認識できるようにもなっている。舳先とともが大きくそりあがっていることが特徴で、先端にはモロン（Molon）と呼ばれる彫金と羽根の飾りを取り付ける。側面にオールを固定するための突起があり、航海には人力で漕ぎ出す。
陸上では横に倒れやすいため、海岸に置く場合は左右に石を置いて立てる。海岸近くに、地面を掘るか、石を積み上げて、屋根を付けた半地下式の船小屋を作り、収納している。
現在、漁業に用いる事は少なくなっており、チヌリクランまたはタタラが観光用貸しボートとして用いられている例もある。

## 記録映画
イギリスのアンドリュー・リモンド監督が撮影したドキュメンタリー映画『チヌリクラン　黒潮の民ヤミ族の船』(2006年作品、ヴィジュアルフォークロア製作)では、建造の様子や進水式（ミチ・チヌリクラン）の様子も映し出されている。